# Ceratina ferghanica
Ceratina ferghanica är en biart som beskrevs av Morawitz 1875. Ceratina ferghanica ingår i släktet märgbin, och familjen långtungebin. Inga underarter finns listade i Catalogue of Life.